# Puszka (broń)

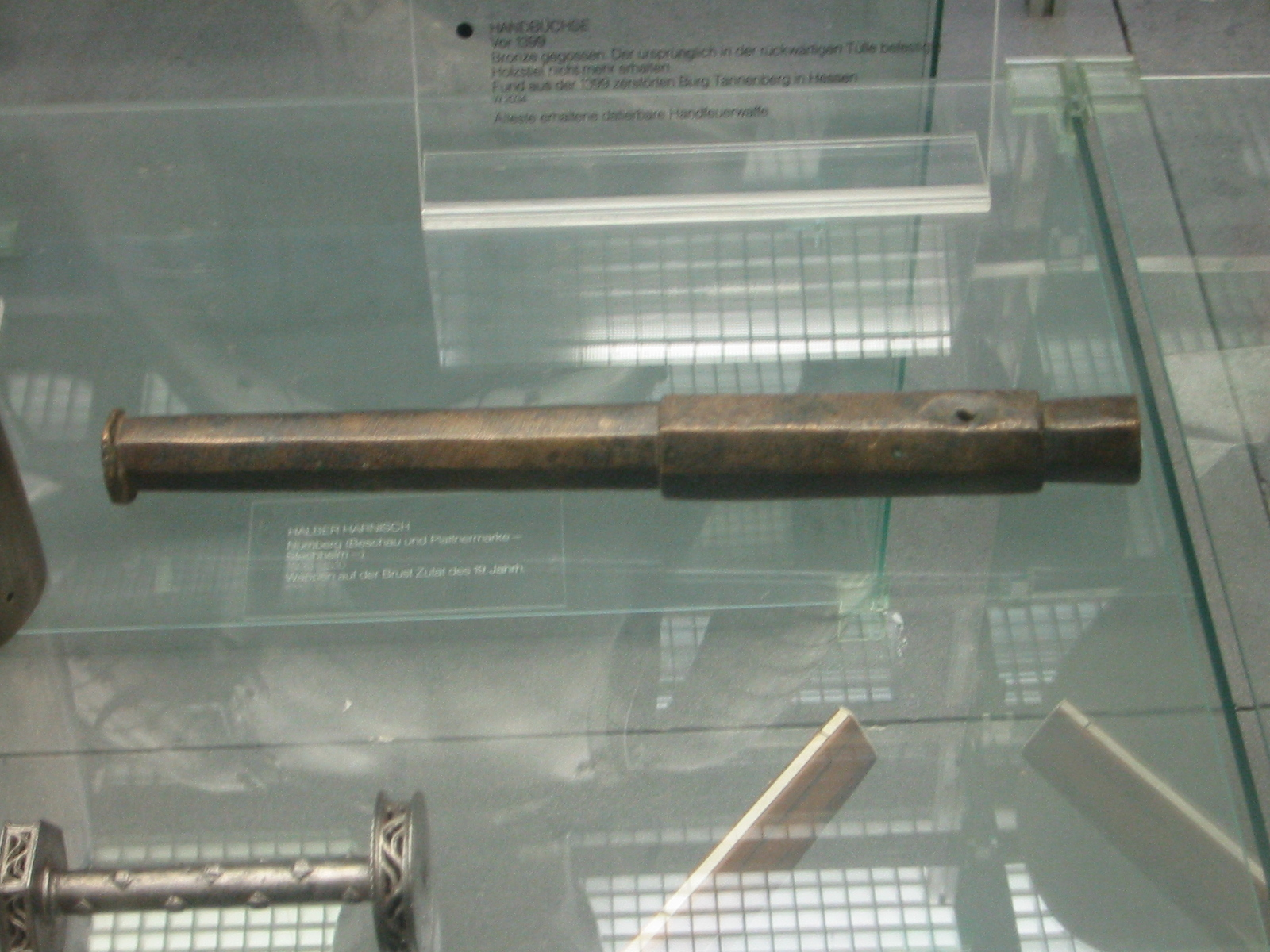
Tannenbergbüchse

Puszka (łac. pixis, niem. Büchse, buchse, bochse) – określenie wczesnej średniowiecznej broni palnej, używanej w Europie od końca XIV do XV wieku. W historycznych źródłach pisanych pojęcie to miało niesprecyzowane znaczenie, dlatego jego interpretacja zależy od użytego kontekstu. W ten sposób puszka mogła odnosić się zarówno do dział, jak i broni ręcznej, a w niektórych przypadkach również zwykłych pojemników.

## Aspekt techniczny
W początkowym okresie wyrabiania broni palnej nie istniały ustalone normy dotyczące kalibru, długości lufy, masy, rodzaju materiału. Produkowane egzemplarze miały indywidualne cechy i różniły się między sobą. Jedno z najstarszych przedstawień broni palnej – miniatura z rękopisu Waltera de Milimete (ok. 1326) – ukazuje urządzenie o kształcie wydłużonego wazonu, z otworem w górnej części do zapłonu i pociskiem w formie metalowej strzały. Forma ta została szybko zastąpiona bardziej funkcjonalnym, walcowatym kształtem.

## Problemy interpretacyjne
W dokumentach z XV wieku terminy puszka, pixis i bombarda były stosowane wymiennie, często bez rozróżnienia między bronią ręczną a artylerią. W źródłach niemieckich termin Büchse oznaczał przeważnie działo, jednak w dokumentach z obszaru Korony odnosił się również do ręcznej broni palnej. Przykładowo, w dokumencie Kazimierza Jagiellończyka z 1456 roku pojawia się określenie pixis – jako odpowiednik puszki w znaczeniu militarnego narzędzia miotającego.
Niektóre zapisy źródłowe zawierające termin pixis dotyczą pojemników niemilitarnych. W 1505 roku wśród rzeczy mieszczanina krakowskiego Benedykta odnotowano wzmiankę o metalowym pojemniku lub skrzynce na rzeczy osobiste. Podobne wątpliwości budzi zapis o zakupie żelaznej puszki za 12 groszy – zbyt niska cena sugeruje, że chodziło raczej o pojemnik, a nie o broń.

## Przykłady źródłowe
W niektórych przypadkach termin puszka odnosił się jednoznacznie do broni palnej:
- 1383 rok – odnotowano przygotowania do strzału z urządzenia określonego jako instrumentum, quod puska dicitur
- 1421 rok – w zapisie źródłowym Materna Budziszyn wystrzelił z puszki dwie dziury w kożuchu Jadwigi, żony Janusza z Kręska
- 1456 rok – w dokumencie Kazimierza Jagiellończyka znajduje się tłumaczenie pixis jako puszka
- 1457 rok – wójt lwowski Jerzy otrzymał pixidem seu bombardam alias hufnica, co świadczy o równoczesnym stosowaniu wielu określeń na tę broń palną[4].